# Campolungo (Ostellato)
Campolungo di Ostellato is een plaats (frazione) in de Italiaanse gemeente Ostellato.